# Komenského ulica (Košice)
Komenského ulica is een straat in de Slowaakse stad Košice.
De straat is georienteerd van zuid naar noord en heeft een lengte van 1427 meter. Ze heeft haar oorsprong aan de Hlavná ulica in het stadsdeel Staré Mesto (vertaald: "Oude stad") en eindigt aan het Námestie Maratónu miero ("Plein van de Vredesmarathonlopers") in het stadsdeel Sever ("Noord").

## Geschiedenis
De Komenského ulica werd in het begin van de moderne tijd (circa 1800) aangelegd als toegangsweg tot de noordelijke stadsrand.

## Naam
De straat werd genoemd naar de pedagoog, taalkundige, theoloog en humanist Jan Amos Comenius (Slowaaks: Ján Amos Komenský) (°1592 - † 1670).
In de loop van haar bestaan is de benaming als gevolg van politieke ontwikkelingen meermaals veranderd :

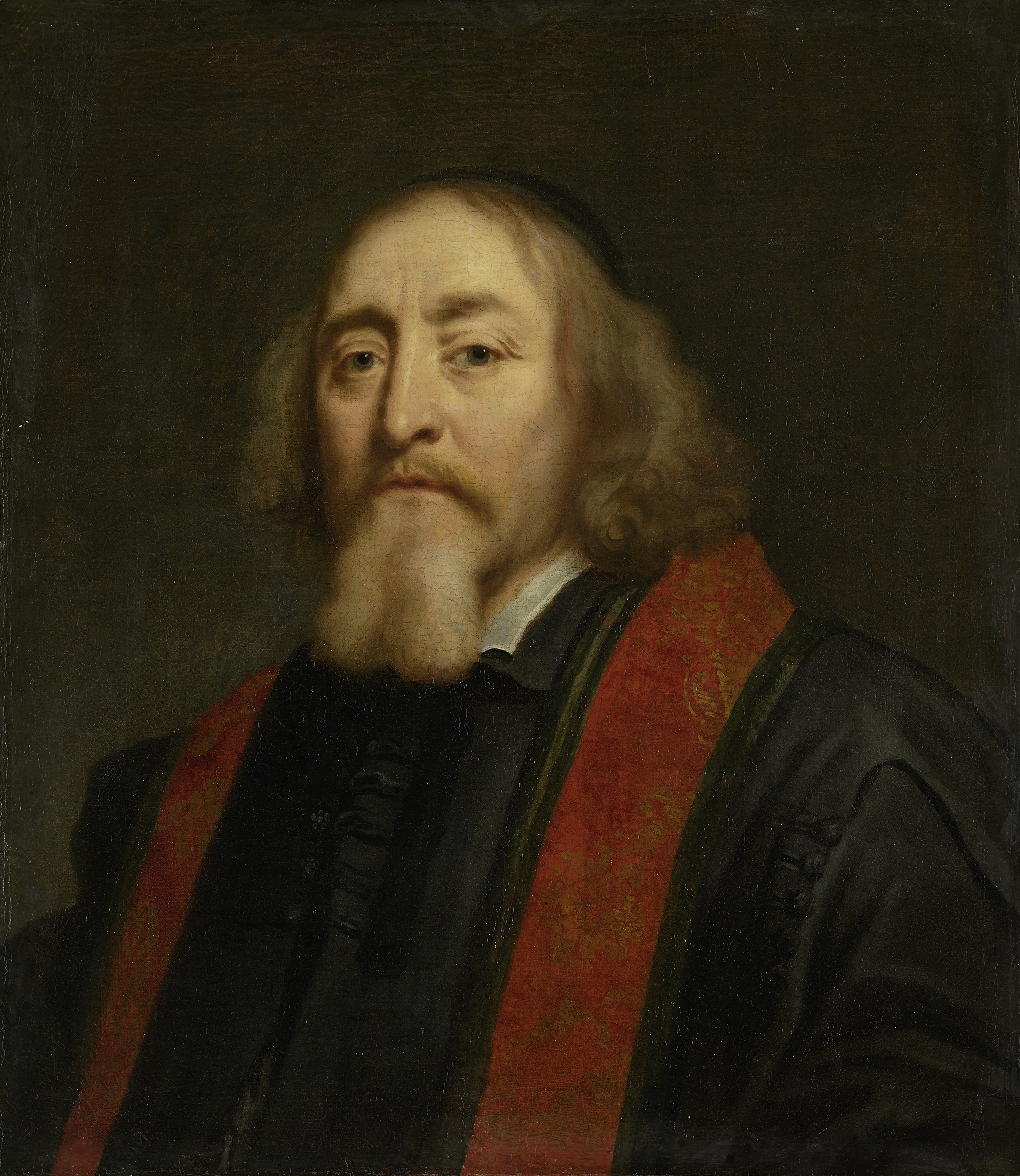
Jan Amos Comenius, alias Komenský.

| Periode                       | Naam                  |
| ----------------------------- | --------------------- |
| Tot 1909                      | Csermely utcza        |
| 1909 → 1918                   | Bubics Zsigmond utcza |
| 1918 → 10 november 1938       | Komenského ulica      |
| 10 november 1938 → lente 1945 | Bubics Zsigmond utcza |
| Lente 1945 → heden            | Komenského ulica      |

## Zijstraten, pleinen en parken

### Zijstraten
Čermeľská cesta, Kostolianska cesta, Havlíčkova, Watsonova, Hlinkova, Ulica Obrancov mieru, Kisdyho, Tomášikova, Letná, Chalupkova, Slovenskej jednoty, Bocatiova, Garbiarska, Nájmestámierska, Nájmestámierska, Strojmestámierska.

### Pleinen
Námestie Maratónu mieru ("Plein van de Vredesmarathonlopers").

### Parken
- Komenského Park,
- Račkov Park,
- Park Angelinum.

## Openbaar vervoer
In de straat rijden trams van de lijnen 1, 2, 4, 9 en R3.

## Bezienswaardigheden
- Technische school,
- Kapel van het Goddelijke Hart (overblijvend deel van het voormalige Ursulinenklooster),
- Middelbare school voor elektrotechniek,
- Stedelijk districtskantoor (huisnummer 52) (lokaal overheidskantoor),
- Overblijfsel van de Cadettenschool.

## Illustraties

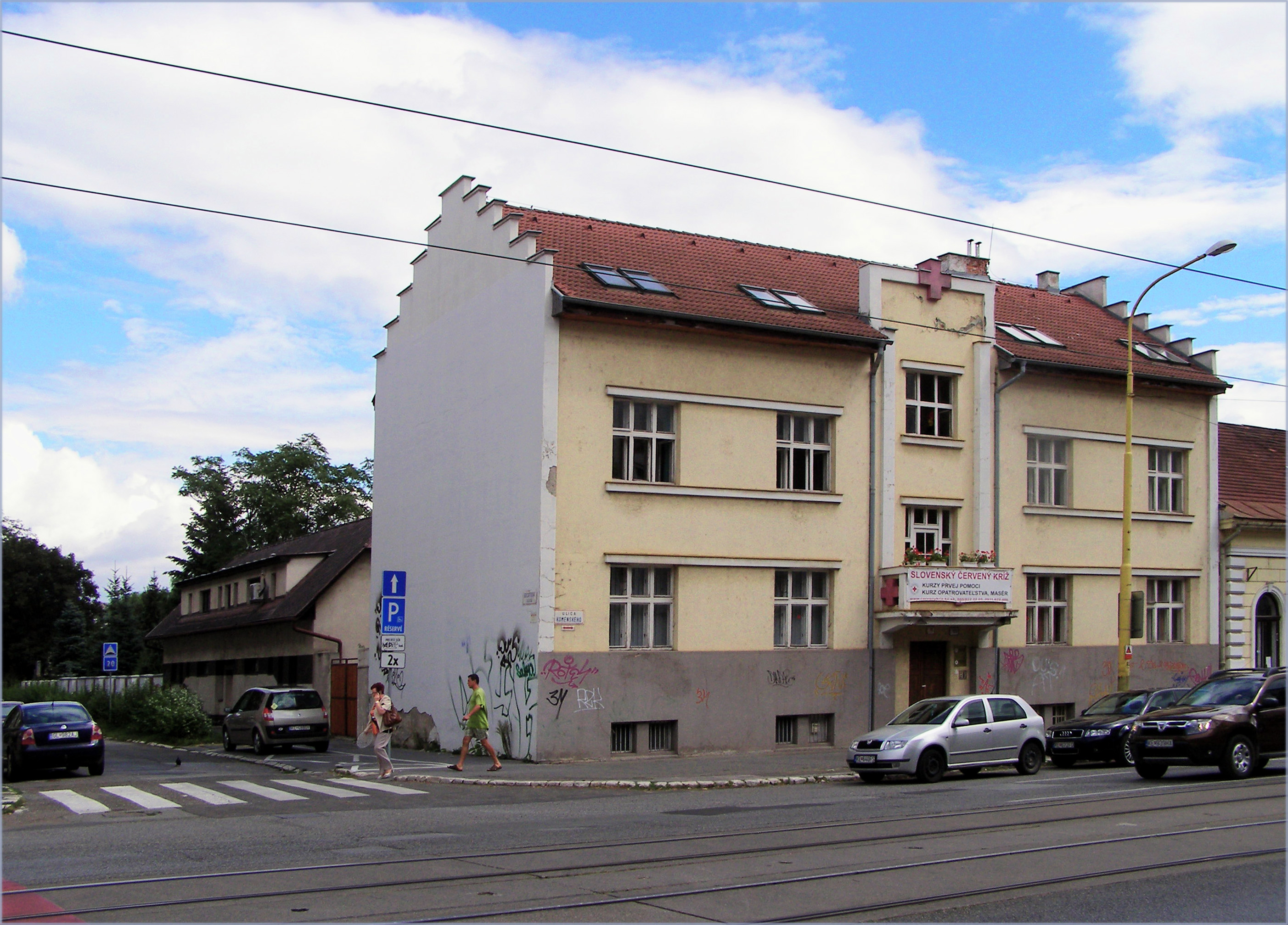
Gebouw van het Rode Kruis.
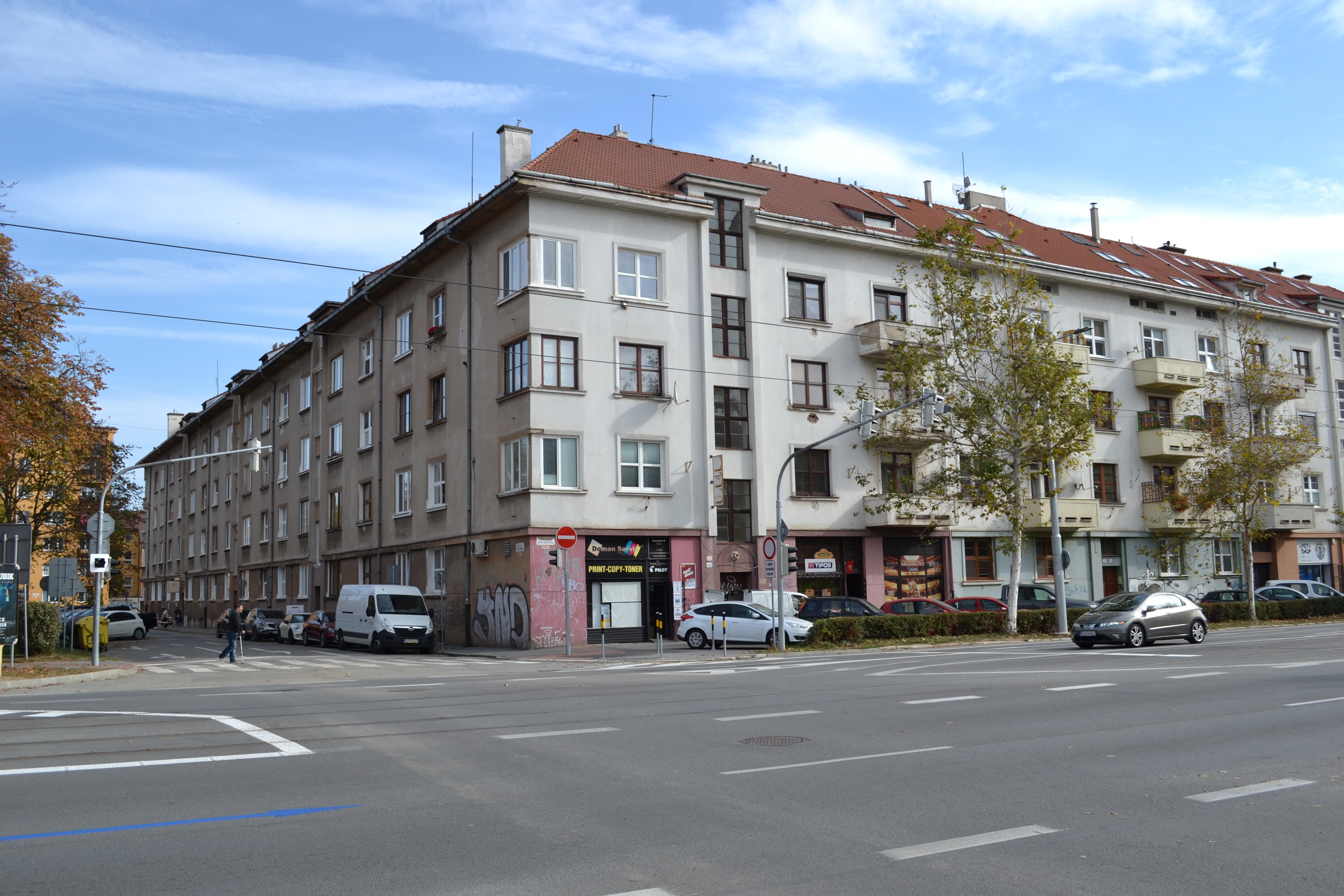
Appartementsgebouw.
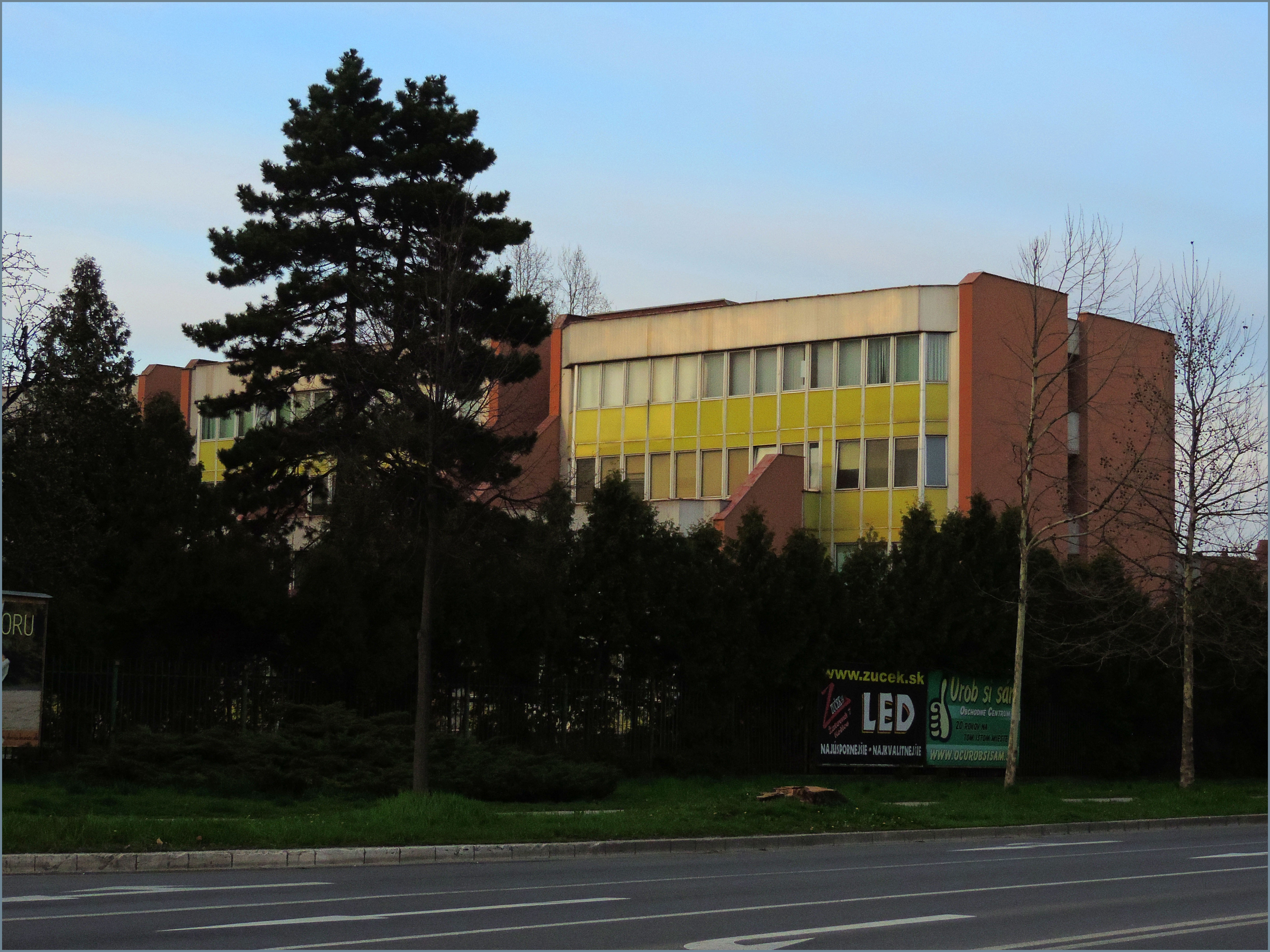
Universiteit voor Dierengeneeskundige.
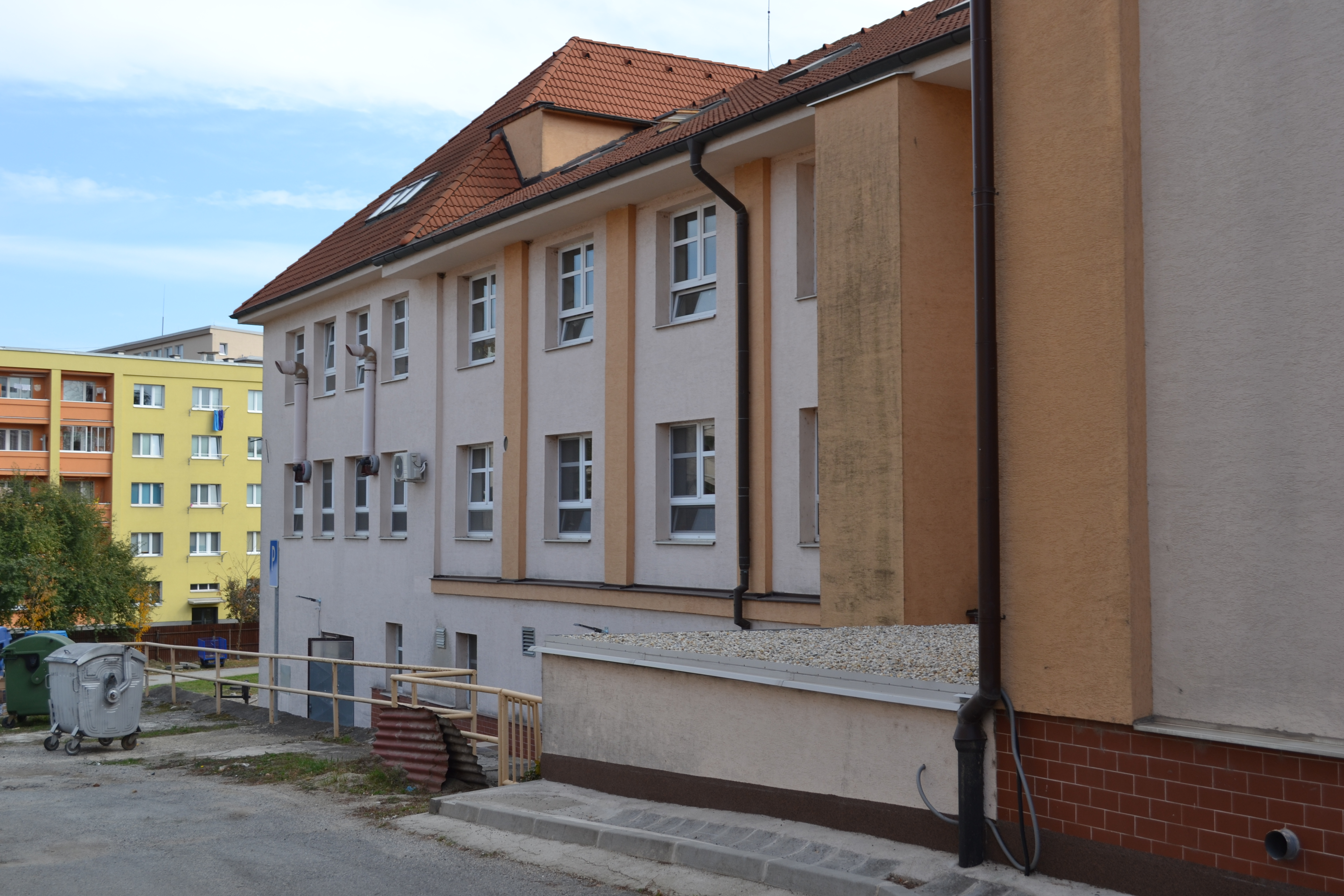
Universitaire dierenkliniek.
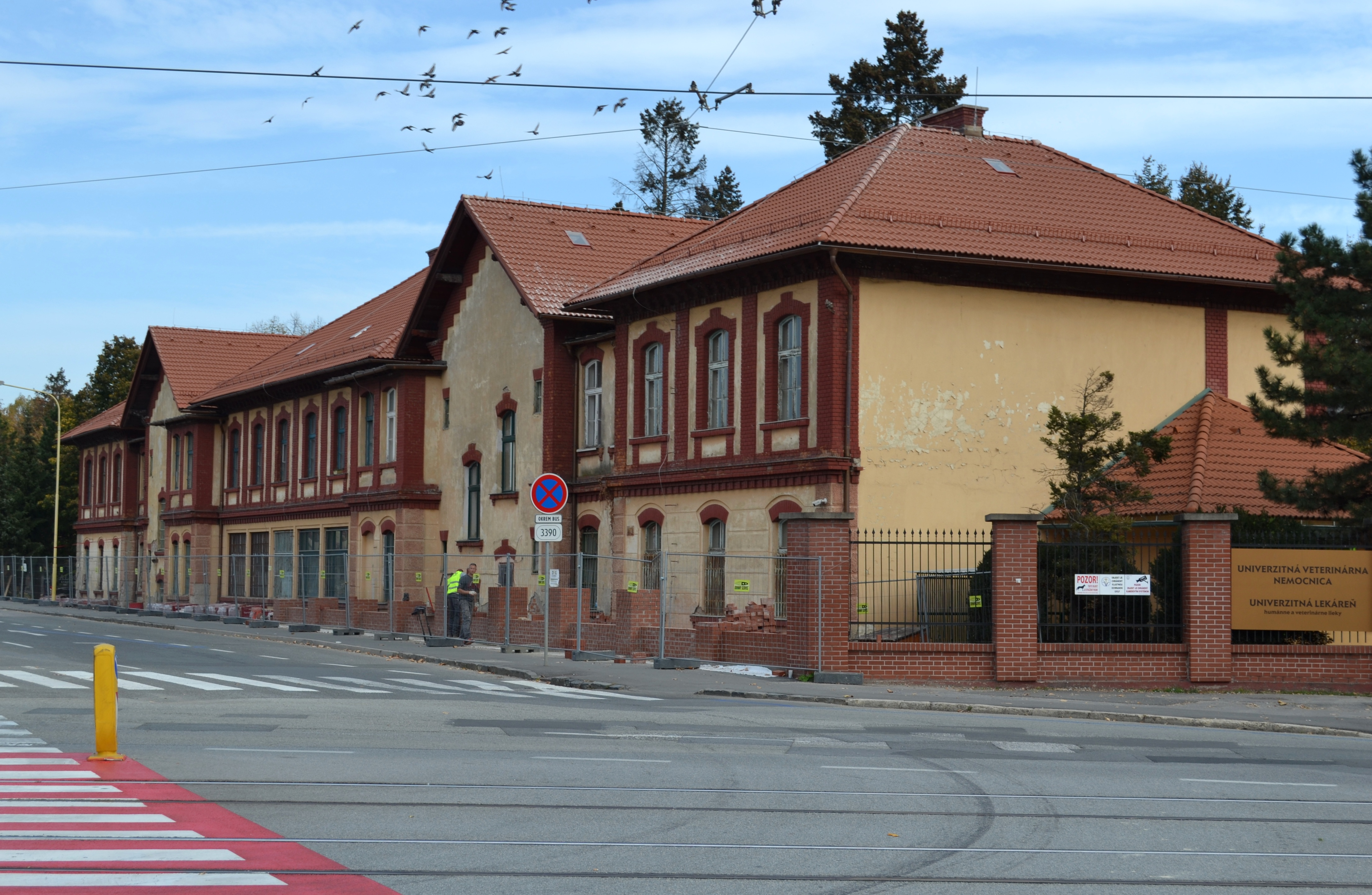
Instituut voor veeteelt.
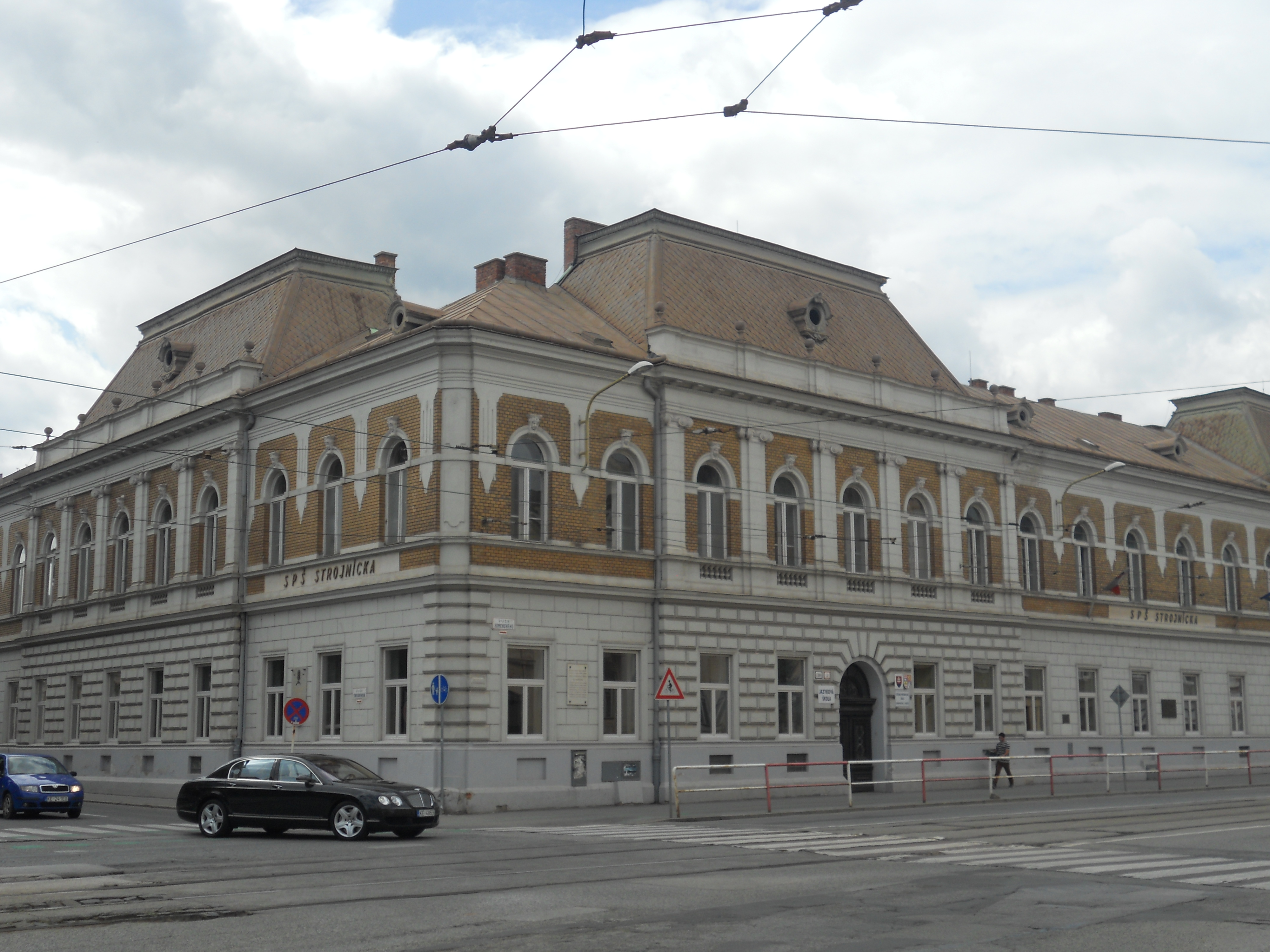
School.
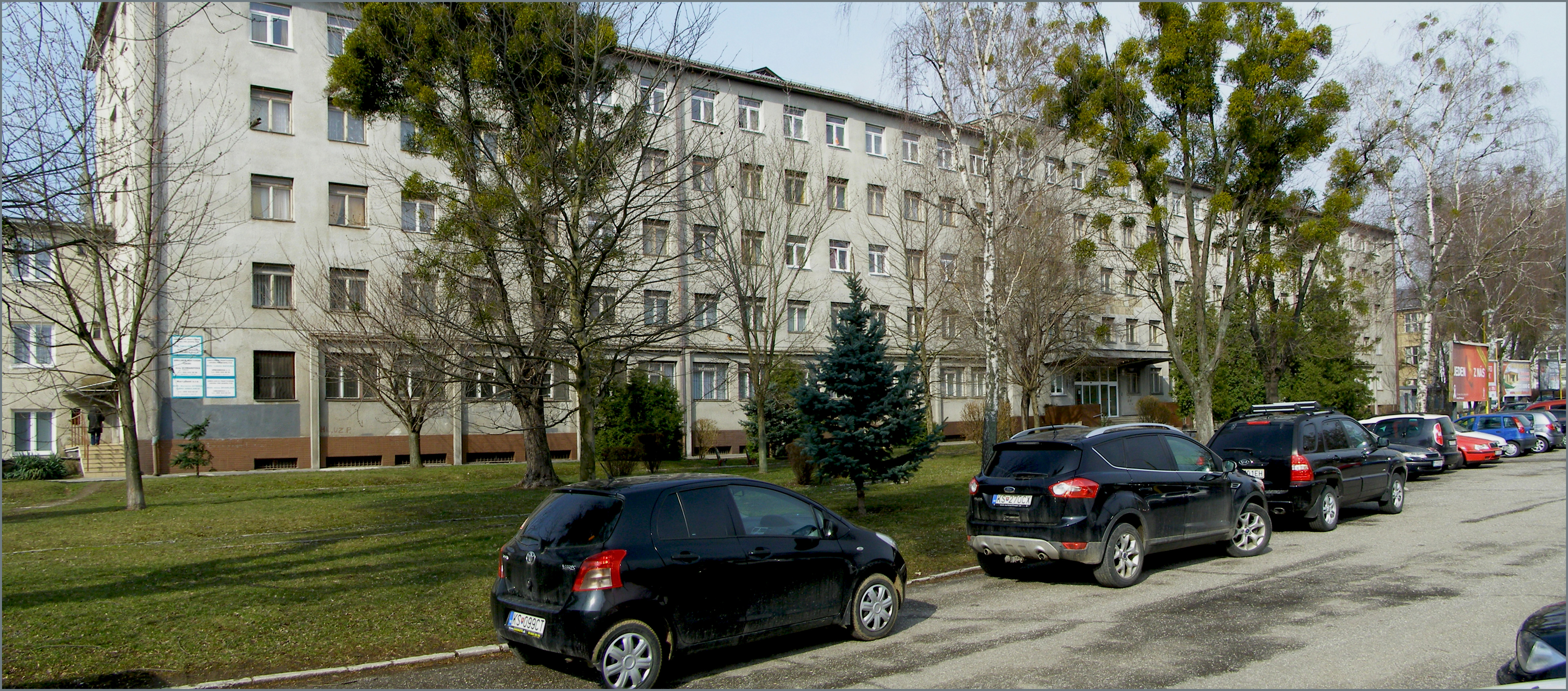
Internaat.
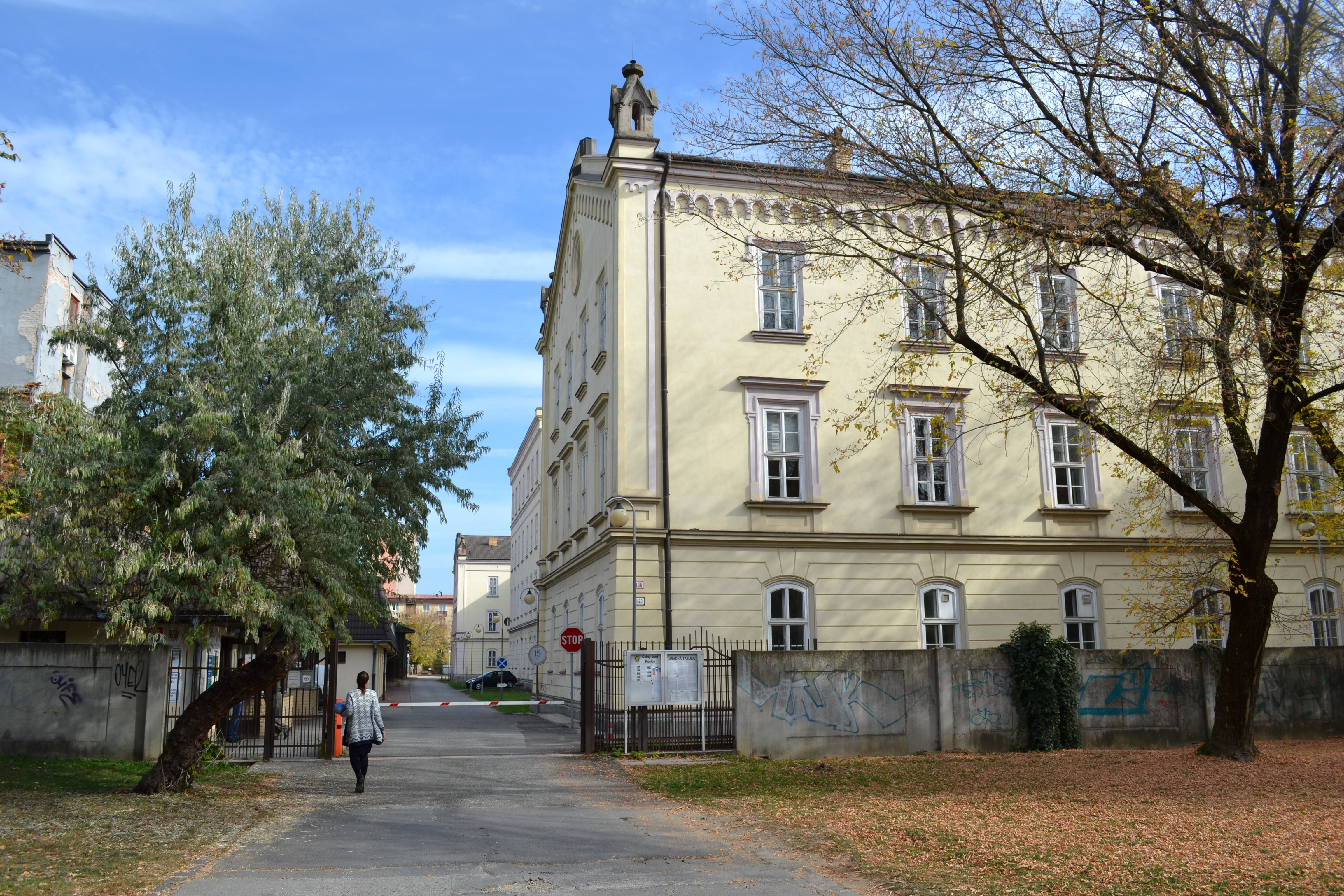
Aikido Academie.
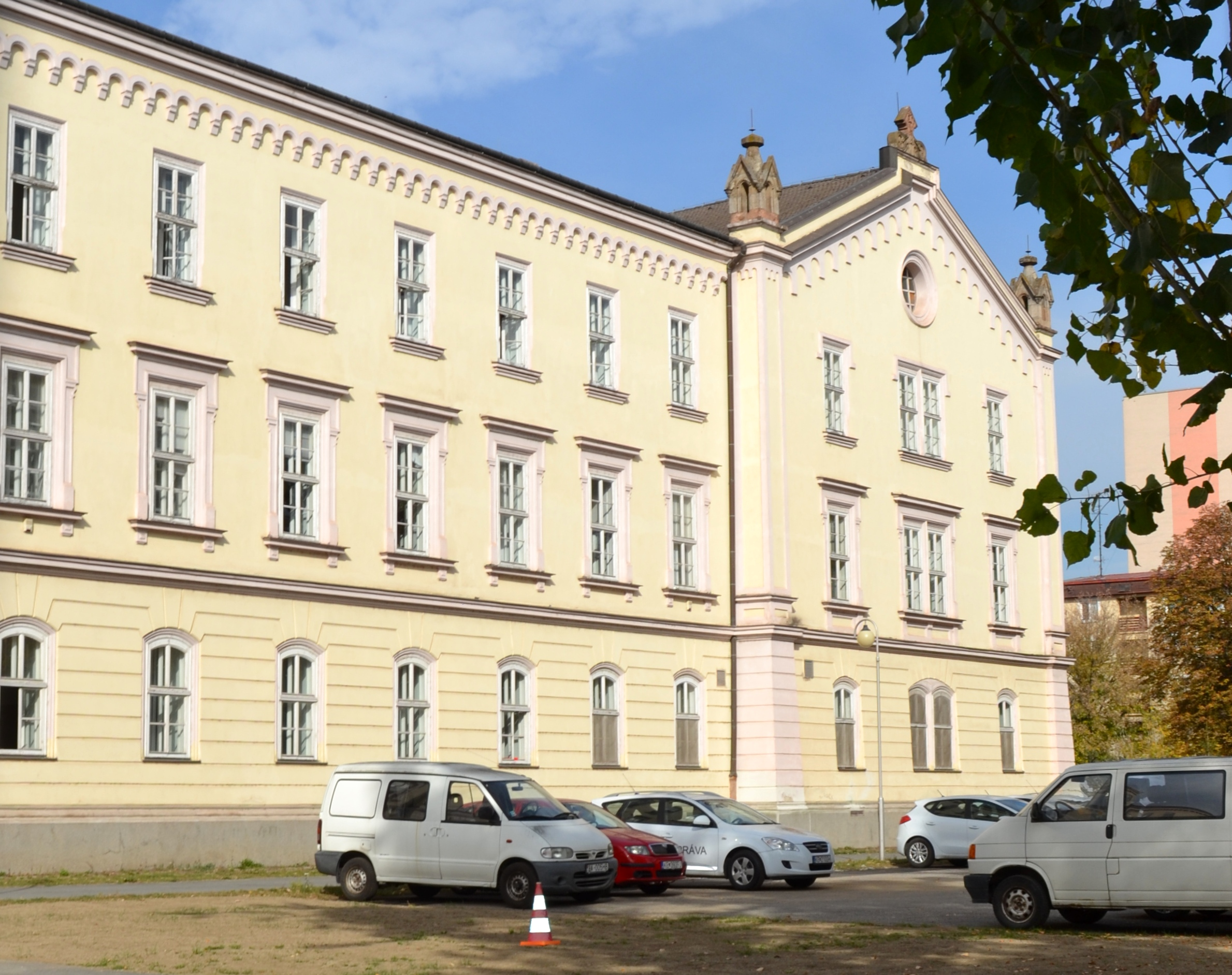
Aikido Academie.
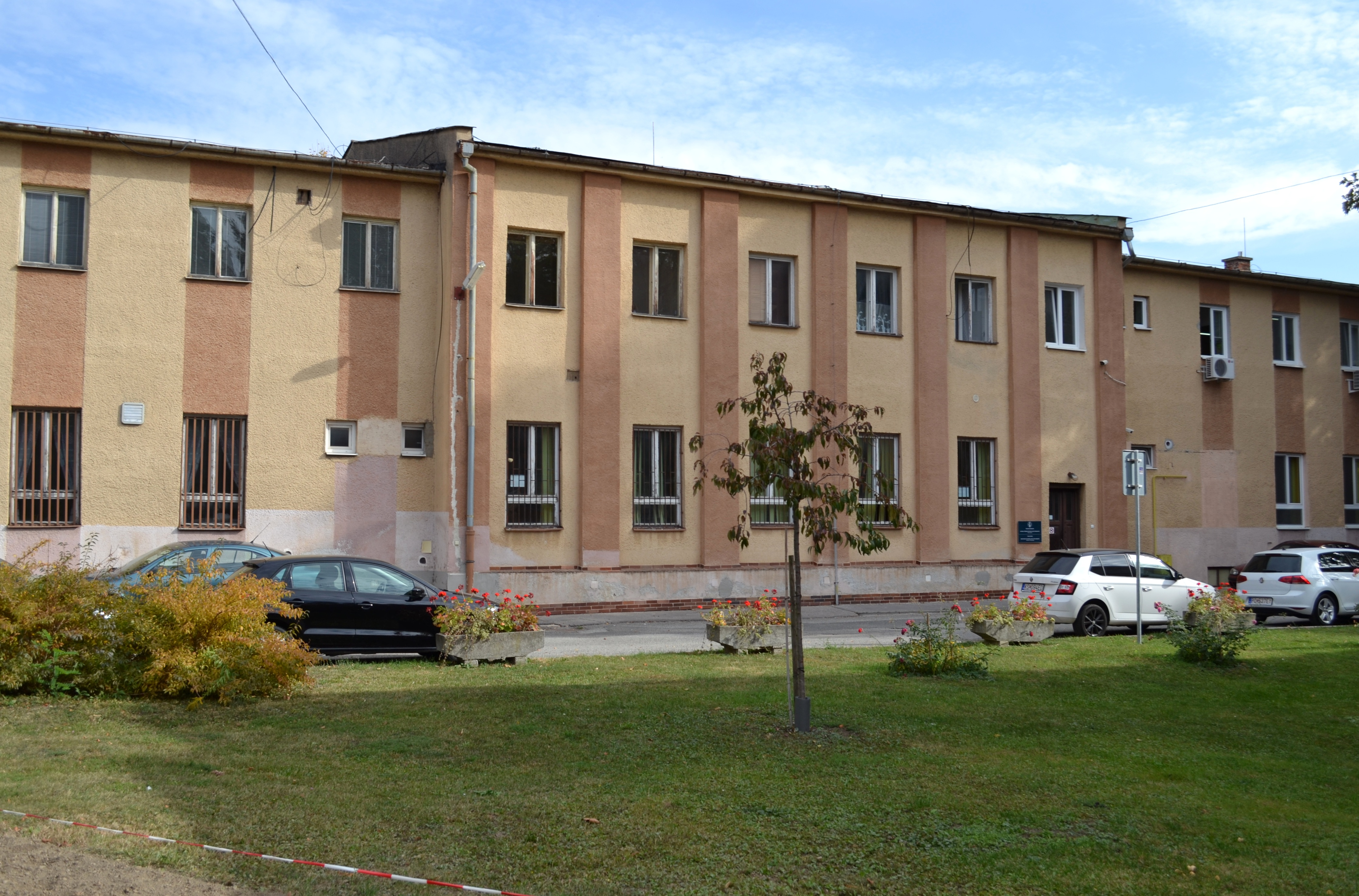
Instituut voor talen.
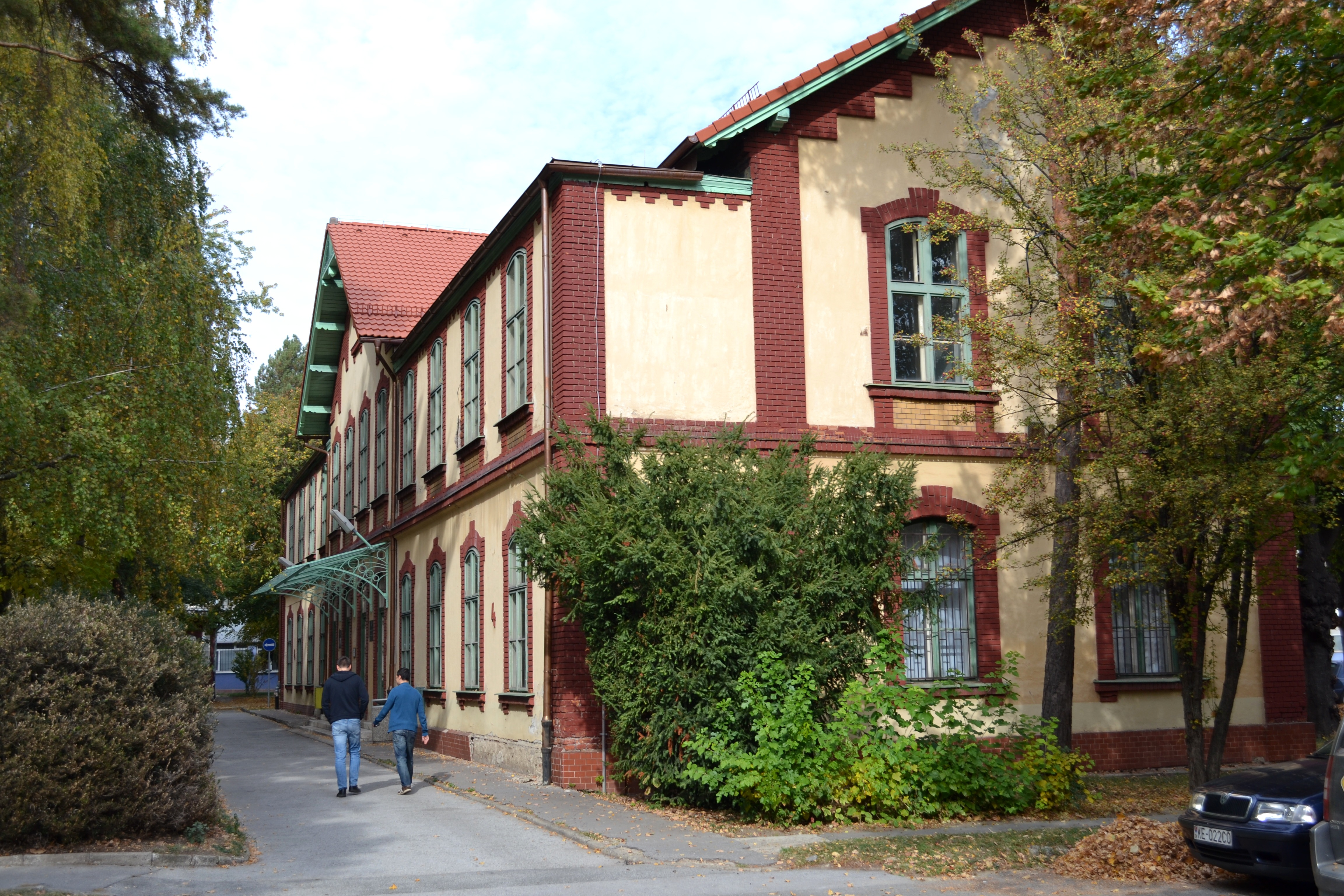
Instituut voor Farmacologie.
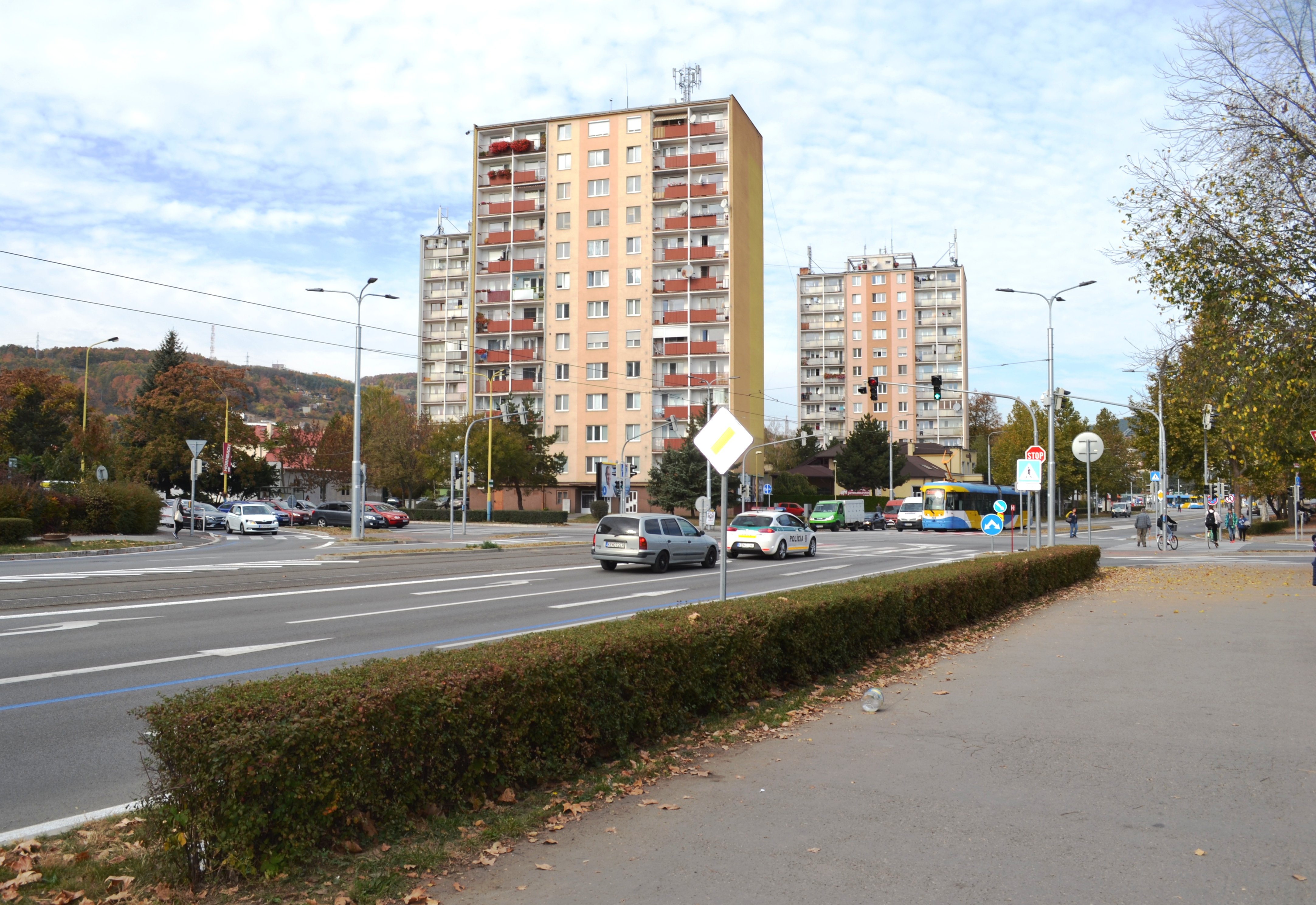
Appartementsgebouwen.

## Externe koppeling
Landkaart Mapa